# Egor Kreed
Egor Nikolaevich Bulatkin (en ruso: Егор Николаевич Булаткин, Penza, 25 de junio de 1994), más conocido por su nombre artístico Egor Kreed (ruso: Егор Крид; estonio: Jegor Kreed) y KReeD, es un rapero y cantante ruso de origen estonio. Ha colaborado con artistas rusos como Timati, Filipp Kirkorov, Al.J y Mot.

## Biografía
Su hermana mayor, Polina Faith, es cantante y actriz, que actualmente vive y trabaja en los Estados Unidos. 
Después de la escuela secundaria se matriculó en la facultad de productores de la Academia de Música de Gnesinon. Desde muy pequeño soñaba con ser cantante, inspirado por 50 cent y varios raperos americanos.
Egor publicó su primera canción titulada "Lyubov v seti" en YouTube en julio de 2011. El video tuvo muchísimo éxito en toda Rusia acumulando millones de vistas en pocos días y con ello Egor atrajo la atención de los medios.
En marzo de 2012, Egor ganó el premio "Star Vkontakte - Channel Five" en la categoría "Mejor proyecto de hip hop". Él fue el ganador elegido de entre otros 1000 competidores. Egor registró más de veinte mil votos y fue invitado a actuar en el BKZ "October's" de San Petersburgo, donde interpretó "Vdokhnovenie" (Inspiración).
Después de obtener millones de visitas desde el lanzamiento de un cover de "Ne skhodi s uma" (Do not Be Mad), que originalmente es interpretada por Timati. El sello discográfico de Timati, Black Star Inc., comienza a observar el progreso del joven artista.
En abril de 2012, Egor firmó un contrato con la disquera de Black Star Inc. Su canción debut con dicha disquera fue "Starletka" (Starlet) a comienzos del 2012. El video musical incluía a la actriz y modelo rusa Miroslava Karpovich, de la serie de televisión rusa "Daddy's Daughters". Ese año Egor tuvo presentaciones en varios lugares importantes de la capital: el auditorio "Olympic", el estadio "Luzhniki", "OCE", "Poklonaya Gora" entre otros lugares, también apareció en eventos como Hip-Hop Unite, May First, City Youth, ELLO Festival y la Eurocopa 2012. En abril de 2015, Egor lanzó su álbum debut titulado "Holostyak" (The Bachelor).
Hasta el momento Egor ha grabado alrededor de 60 canciones, entre ellas están los hit "Nado li", "Mne Nravitsa" (Me Gusta), "Samaya Samaya" (Mejor Mejor), "Nevesta" (Companera), "Budilnik" (Despertarse) "Gucci", "Gde ty, gde ya" y "Zvet Nastroenia Cerny".
El 9 de octubre de 2014, Egor lanzó el que hasta el momento ha sido su mayor éxito titulado "Samaya Samaya", que marcó una gran diferencia con respecto a su material anterior puesto que en este tema abarcó un género más pop. Alcanzó el número uno en las listas rusas y obtuvo más de cien millones de visitas en YouTube. En abril de 2015, Egor lanzó "Nevesta", en colaboración con Anastasia Mikhailyuta y dirigida por el cineasta ruso Aleksey Kupriyanov.

## Vida personal
```
En 2015, tuvo una relación con la modelo moldavo-estadounidense 
Xenia Deli
 antes de tener una relación con la cantante rusa 
Nyusha
.  Ha estado en un programa de televisión llamado Холостяк.
[
1
]
```